# Sicyos vargasii
Sicyos vargasii là một loài thực vật có hoa trong họ Cucurbitaceae. Loài này được Standl. & F.A. Barkley miêu tả khoa học đầu tiên năm 1947.